# Broder Brorson
Broder Brorson, född den 12 september 1692 i Randerup, död den 29 augusti 1778 i Aalborg, var en dansk biskop. Han var bror till Niels och Hans Adolph Brorson.
Brorson bar samma namn som fadern. Tolv år gammal miste han denne, men fick snart en omsorgsfull styvfar i efterträdaren på prästtjänsten, Oluf Holbek, som läste med sina styvsöner, tills de kunde tas upp i Ribe skola. Tillsammans med sin yngste bror, den senare så berömde psalmförfattaren, dimitterades han till universitetet 1712, tog attestats 1714 och studerade därpå ett år i Kiel. 
Därifrån vände han hem till Randerup och blev huslärare hos biskop Thura i Ribe. Av denne kallades han till rektor i Lemvig 1719. Där verkade han i tre år, tills han av Trøjborgs ägare kallades till präst i Mjolden i Ribe amt, alltså i omedelbar närhet av sitt hem och sina släktingar, och därefter tillsammans med sin bror Hans Adolph, som efter styvfaderns död hade blivit dennes efterträdare i Randerup, vid påsktid 1722 ordinerad av biskop Thura.
Bägge bröderna blev likaledes på samma dag installerade i sina pastorat av deras farbror, som var häradets prost. Brorson var liksom sina bröder en nitkär präst, som helt levde för sin ämbetsgärning, och besatt tillika stor vältalighet. Då Kristian VI 1736 företog en resa till hertigdömena, hade Bluhme gjort kungen uppmärksam på Brorson. Han kallades då att predika för kungen på Koldinghus, vann bifall och var nu tilltänkt för befordran till högre ämbeten. 
Strax efter kungens hemkomst från resan utnämndes Brorson till stiftsprost i Ribe och då biskop Mumme i Ålborg dog 1737 blev han dennes efterträdare. Då han med anledning av biskopsvigningen vistades i Köpenhamn predikade han åter för kungen, som i hög grad berördes av hans förkunnelse och nästan tyckte att det var skada att denne man skulle bli biskop: "thi saa har ingen Nytte af den Gave". Christen Worm, som skulle ha biskopsvigt honom, dog dock just när detta skulle ha ägt rum. 
Brorson reste hem till Ribe och mottog biskopsvigningen i Ribe av Mathias Anchersen. Brorson var därefter biskop i Aalborg i 41 år och var högt ansedd för sin duglighet. Det lades stor vikt vid hans uttalanden vid svåra ärendens avgörande. Vid jubelfesten 1749 erbjöd teologiska fakulteten honom doktorsgraden, men han avböjde äran. Först vid nästa jubelfest, 1760, disputerade han och mottog graden. Vid Kristian VII:s kröning 1766 tjänstgjorde den gamle biskopen som predikant. 
Året före hans död blev stiftsprosten, professor Studsgaard, hans koadjutor, men Brorson utförde dock själv de flesta ämbetsförrättningarna ända till sin död. Hans hustru, Antonette Margrethe, född Riese, dotter till prosten Otto Riese från Agerskov, överlevde honom i två år. De hade talrika barn och barnbarn, bland andra skolmannen Anders Winding Brorson. Utöver sin doktorsavhandling utgav han endast predikningar. En enda psalm av honom finns i tillägget till broderns Troens rare Klenodie (utgivet 1742).